# Byggarbetsplatsolyckan i Sundbyberg 2023
Byggarbetsplatsolyckan i Sundbyberg inträffade den 11 december 2023 vid 9:45-tiden vid husbygget Ursviks torn i Ursvik i Sundbybergs kommun.
Olyckan inträffade när en hisskorg med fem arbetare störtade till marken från en höjd av cirka 20 meter; vid fallet omkom samtliga.
Olyckan i Sundbyberg är den allvarligaste av sitt slag i Sverige och föranledde direkt ett stopp för bygghissar i Stockholm enligt fackförbundet Byggnads. Arbetsgivare, bland andra NCC, JM och Einar Mattsson, meddelade om hisstopp på byggarbetsplatser i Stockholm under tiden som olyckan utreds.
Den aktuella hisstypen blev 1962 ett genombrott för hissföretaget Alimak, med en unik konstruktion där hisskorgen klättrar längs en kuggstångsförsedd mast. Hissen bär på sitt eget maskineri och masten byggs på successivt från hisskorgens tak. 
Statens haverikommission meddelade den 13 december att man ännu inte sett tecken på att hissen hade något konstruktionsfel, men menade att det var för tidigt att säkert slå fast.
Den 18 december hölls en minnestund, och på arbetsplatser över hela Sverige en tyst minut för de förolyckade arbetarna i Sundbyberg.
Den 21 mars 2024 hade haverikommissionen kommit fram till att det fattades viktiga detaljer på hissen vid olyckstillfället.